# Argamasón
Argamasón es una localidad y pedanía española perteneciente al municipio de Albacete, en la provincia de Albacete, comunidad autónoma de Castilla-La Mancha, situada al suroeste de la capital. En 2021 contaba con 219 habitantes según el INE.
Se encuentra a 24 kilómetros de la ciudad de Albacete, a 8 de Pozuelo y 6 de la pedanía de Santa Ana.
Los patronos de la pedanía son la Virgen de Loreto y San Isidro labrador, el 10 de diciembre y el 15 de mayo, respectivamente.
- Datos: Q5703573